# Ostre zespoły wieńcowe

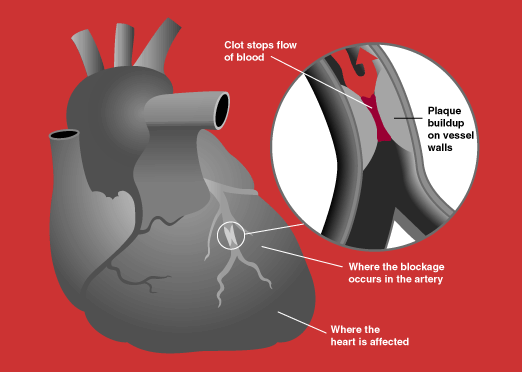
Rycina obrazująca istotę powstania niedokrwienia mięśnia sercowego. Na zbliżeniu zaznaczono blaszkę (plaque) zwężającą światło naczynia i uniemożliwiającą przepływ krwi.

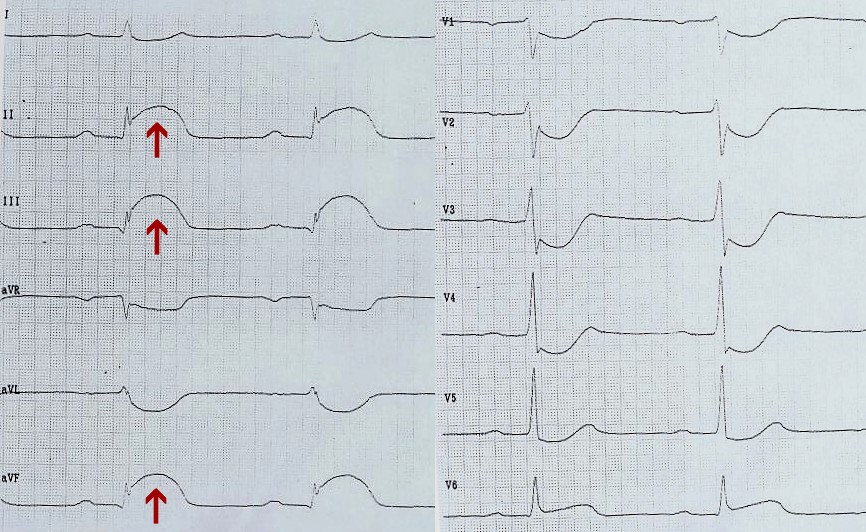
Elektrokardiograficzny wyznacznik wystąpienia STEMI. Strzałka wskazuje uniesienie odcinka ST w odprowadzeniach II,III, AVF odpowiadające ostremu niedokrwieniu (zawałowi) dolnej ściany mięśnia sercowego.

Ostre zespoły wieńcowe, OZW (ang. ACS, Acute Coronary Syndromes) – to grupa schorzeń cechująca się zmianami w krążeniu wieńcowym, których wspólną cechą jest znaczne ograniczenie lub ustanie przepływu w tętnicach wieńcowych. Najczęstszą przyczyną tych zaburzeń krążenia jest zakrzep powstający w wyniku pęknięcia blaszki miażdżycowej.

## Podział
W zależności od objawów klinicznych, zmian elektrokardiograficznych oraz wskaźników martwicy mięśnia sercowego (takich jak: fosforylaza glikogenu, mioglobina, białko wiążące kwasy tłuszczowe h-FABP, troponina, kinaza kreatynowa) można wyróżnić:
- STEMI – (ang. ST Elevation Myocardial Infarction) – ostry zespół wieńcowy z uniesieniem odcinka ST odpowiadający określeniu zawał mięśnia serca;
- NSTE ACS – (ang. No ST Elevation Acute Coronary Syndrome), odpowiadający dawnemu pojęciu niestabilnej choroby wieńcowej.

Obecnie NSTE ACS w zależności od zachowania markerów martwicy mięśnia sercowego, dzielimy na:
- UA (ang. Unstable Angina) – niestabilna choroba wieńcowa, w której pomimo charakterystycznych objawów klinicznych niedokrwienia mięśnia serca nie dochodzi do zmian elektrokardiograficznych, ani do wzrostu miana wskaźników martwicy mięśnia serca;
- NSTEMI (ang. No ST Elevation Myocardial Infarction) – zawał mięśnia serca bez uniesienia odcinka ST, odpowiadający dawniej używanym pojęciom zawału podwsierdziowego lub zawału mięśnia serca bez załamka Q, w którym pojawiają się biochemiczne wykładniki obecności martwicy mięśnia serca, nie dochodzi jednak do uniesienia odcinka ST.

Należy podkreślić, że przyczyna tych zespołów zawsze jest jednakowa, to znaczy zmniejszenie przepływu wieńcowego, a różni się jedynie stopniem jego ograniczenia. Mniejsze ograniczenia przepływu (skala TIMI) doprowadzają do rozwinięcia się objawów UA lub NSTEMI, całkowite ustanie przepływu doprowadza do rozwoju STEMI.

## Częstość występowania
Według polskich danych opublikowanych w Ogólnopolskim Rejestrze Ostrych Zespołów Wieńcowych (PL-ACS) w okresie 10.2003 do 02.2007 w polskich szpitalach było leczonych ok. 150 000 osób z rozpoznaniem OZW, z czego ok. 62 000 z rozpoznaniem niestabilnej choroby wieńcowej (UA), ok. 42 000 z powodu NSTEMI i ok. 47000 z rozpoznaniem STEMI.

## Czynniki ryzyka
Większość ostrych zespołów wieńcowych rozwija się na podłożu zmian miażdżycowych. Zapobieganie czynnikom ryzyka jest tożsame z profilaktyką OZW. Czynniki ryzyka można podzielić na:
- psychosocjalne (typ pracy, stan cywilny, poziom stresu, poziom zamożności)
- behawioralne (dieta, aktywność fizyczna, palenie tytoniu, nadmierne spożywanie alkoholu, bezsenność i inne zaburzenia snu)
- somatyczne (wiek, nadciśnienie tętnicze, cukrzyca, otyłość, zespół metaboliczny, hiperlipidemia

Powyższe czynniki podzielono na modyfikowalne (za które uważa się psychosocjalne i behawioralne) oraz niemodyfikowalne (somatyczne) i obecnie za najistotniejszy cel prewencji rozwoju OZW uważa się zmianę modyfikowalnych czynników ryzyka.
Jednocześnie znajomość czynników ryzyka dało asumpt do tworzenia skal do określenia ryzyka rozwoju chorób serca.
Podstawowe zalecenia dotyczące zmniejszenia ryzyka rozwoju miażdżycy, a tym samym OZW:
- zaprzestanie palenia papierosów;
- normalizacja masy ciała (BMI poniżej 25);
- dieta śródziemnomorska;
- regularny wysiłek fizyczny;
- ograniczenie konsumpcji alkoholu poniżej 30 ml na dobę (dopuszcza się konsumpcję 1 standardowej dawki alkoholu);
- normalizacja:
  - ciśnienia tętniczego;
  - glikemii;
  - poziomu cholesterolu i trójglicerydów.

Zalecenia dotyczące wymienionych 3 ostatnich czynników różnią się w zależności, czy mamy do czynienia z osobą przed wystąpieniem objawów OZW (tak zwana prewencja pierwotna) czy z osobą po incydencie OZW (prewencja wtórna).

## Objawy kliniczne

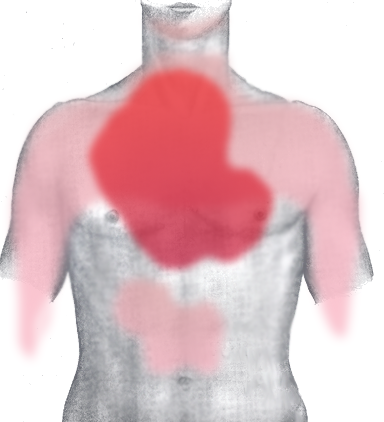
Lokalizacja bólu na stronie przedniej klatki piersiowej w przypadku OZW

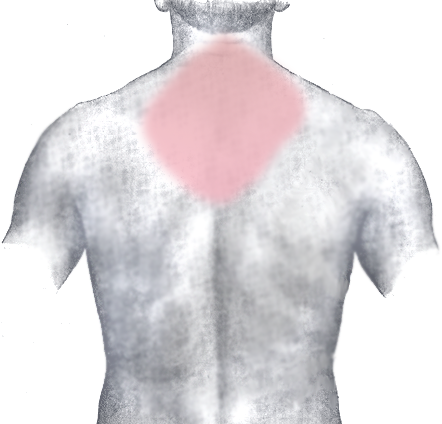
Lokalizacja bólu na stronie tylnej klatki piersiowej w przypadku OZW.

Dominującym objawem klinicznym w OZW jest ból w klatce piersiowej, zlokalizowany za mostkiem, mający charakter pieczenia, gniecenia, ucisku, rozpierania, który często poprzedzony jest wysiłkiem lub stresem. Może promieniować do szyi, pleców, żuchwy, lewego ramienia. Ból trwa co najmniej 20 minut i nie ustępuje po podaniu nitrogliceryny. U osób poniżej 40 roku życia, po 70 roku życia i u osób z cukrzycą, powyższe objawy mogą być bardzo skąpe lub mieć nietypowy charakter.

## Postępowanie przedszpitalne
Z uwagi, że pełne rozpoznanie rodzaju OZW można dopiero ustalić w szpitalu, obowiązuje jednakowa procedura postępowania z chorym z podejrzeniem OZW.

### Pomoc przedlekarska
Należy umożliwić choremu przebywanie w wygodnej, najlepiej leżącej pozycji (w niektórych przypadkach, na przykład obrzęku płuc pozycja leżąca będzie nasilać objawy duszności i wówczas chory powinien przebywać w pozycji siedzącej). Wezwać pogotowie ratunkowe. W przypadku utraty przytomności należy chorego ułożyć w pozycji bocznej ustalonej. W przypadku objawów nagłego zatrzymania krążenia należy wdrożyć procedury resuscytacyjne.

### Pierwsza pomoc lekarska (postępowanie przedszpitalne)
Postępowanie przedszpitalne obejmuje:
- doustne podanie 300 mg kwasu acetylosalicylowego;
- podanie nitrogliceryny, jeśli nie ma niskiego ciśnienia tętniczego krwi;
- opanowanie bólu, najlepiej wstępne dożylne podanie 4–8 mg morfiny; W przypadku braku poprawy kontynuacja jej podawania w dawce 2 mg w odstępach 5-minutowych;
- tlenoterapia 2-4 litry/minutę w przypadku wskazań (obrzęk płuc, wstrząs kardiogenny);
- w razie konieczności procedury reanimacyjne;
- w przypadku podjęcia decyzji o inwazyjnym leczeniu (pacjent zostanie skierowany do pracowni hemodynamiki celem wykonania koronarografii lub angioplastyki wieńcowej) już na tym etapie można podać klopidogrel w dawce 600 mg doustnie.

## Postępowanie szpitalne

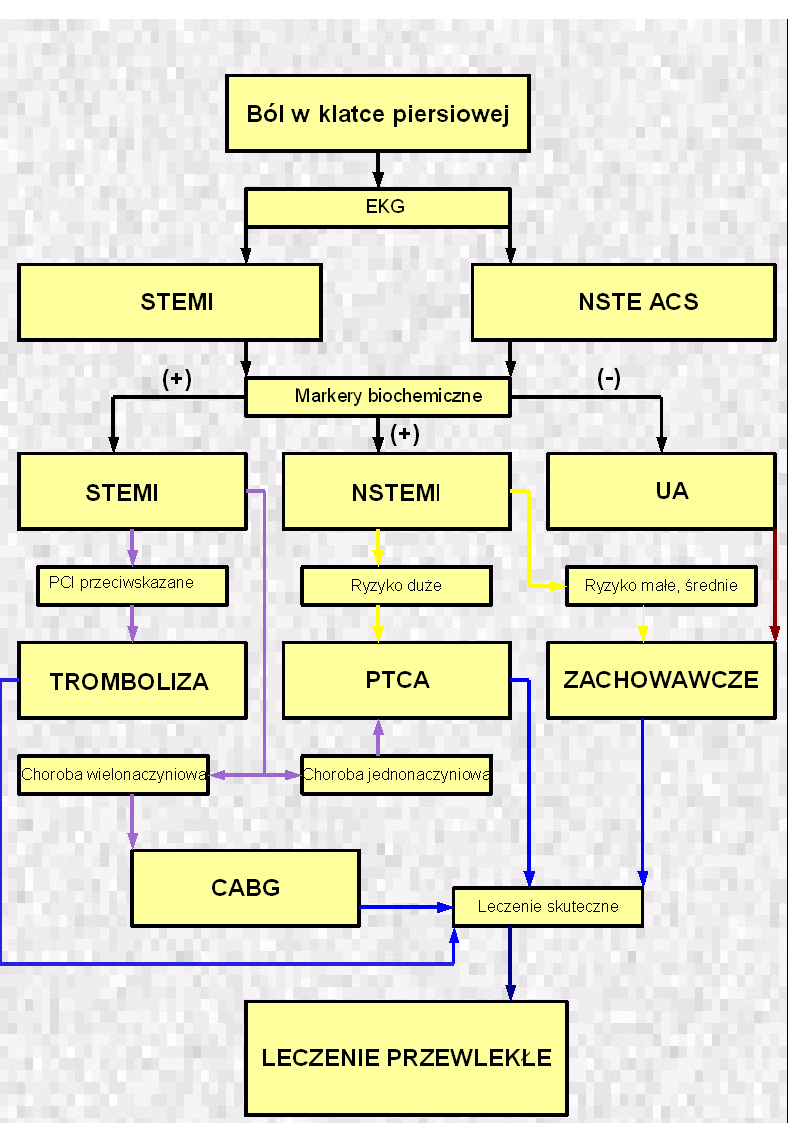
Algorytm postępowania w OZW

Odpowiednie postępowanie na tym etapie leczenia często decyduje o dalszych losach chorego. Według danych z Ogólnopolskiego Rejestru Ostrych Zespołów Wieńcowych (PL-ACS) kwalifikacja chorych na tym etapie leczenia ma wpływ na ich dalsze losy. Grupa chorych we wstrząsie kardiogennym, u których wykonano leczenie inwazyjne, charakteryzuje się 37,5% śmiertelnością 30-dniową, podczas gdy w grupie leczonej zachowawczo ta śmiertelność wynosi 64,9%.
Zaleca się, aby każdy chory u którego ból trwa poniżej 12 godzin został skierowany do szpitala, w którym istnieje możliwość leczenia inwazyjnego. Odstępstwem od tej reguły mogą być sytuacje, gdy pacjent nie wyraża zgody na leczenie inwazyjne, istnieją choroby lub proces miażdżycowy uniemożliwia dostęp do tętnicy i wreszcie potrzeba powyżej 1,5 godziny na transport do ośrodka kardiologii inwazyjnej (z tym, że w tym wypadku należy dążyć do leczenia inwazyjnego w późniejszym czasie - tak zwana angioplastyka torowana). Wówczas należy wdrożyć leczenie trombolityczne.

### Leczenie trombolityczne
Leki trombolityczne mają za zadanie rozpuścić wewnątrznaczyniowy skrzep oraz udrożnić naczynie. Zalicza się je do jednej z trzech grup:
- leki pierwszej generacji: streptokinaza, urokinaza, APSAC (acylowany kompleks streptokinazy z plazminogenem);
- leki drugiej generacji: tkankowy aktywator plazminogenu (t-Pa), prourokinaza (scu-PA), reteplaza (r-PA);
- leki trzeciej generacji - modyfikowane drogą inżynierii genetycznej aktywatory plazminogenu: rekombinowany tkankowy aktywator plazminogenu (rt-PA), rekombinowana stafylokinaza.

Podstawowym ryzykiem leczenia trombolitycznego jest wystąpienie krwawienia. W takich sytuacjach skutecznym antidotum jest kwas traneksamowy lub kwas epsilon-aminokapronowy.
Aktualnie preferowana powinna być metoda leczenia oparta na leczeniu inwazyjnym, gdyż w świetle cytowanego już PL-ACS śmiertelność wewnątrzszpitalna w przypadku leczenia trombolitycznego wynosi 14,3%, natomiast w przypadku leczenia inwazyjnego 4,9%.

## Leczenie inwazyjne

### Przezskórne interwencje wieńcowe

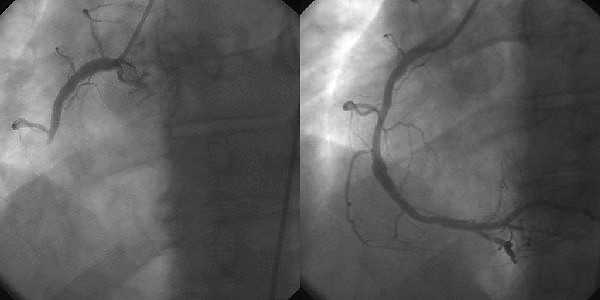
Obraz koronarograficzny skutecznego PTCA - udrożnienie RCA - Right Coronary Artery - prawej tętnicy wieńcowej.

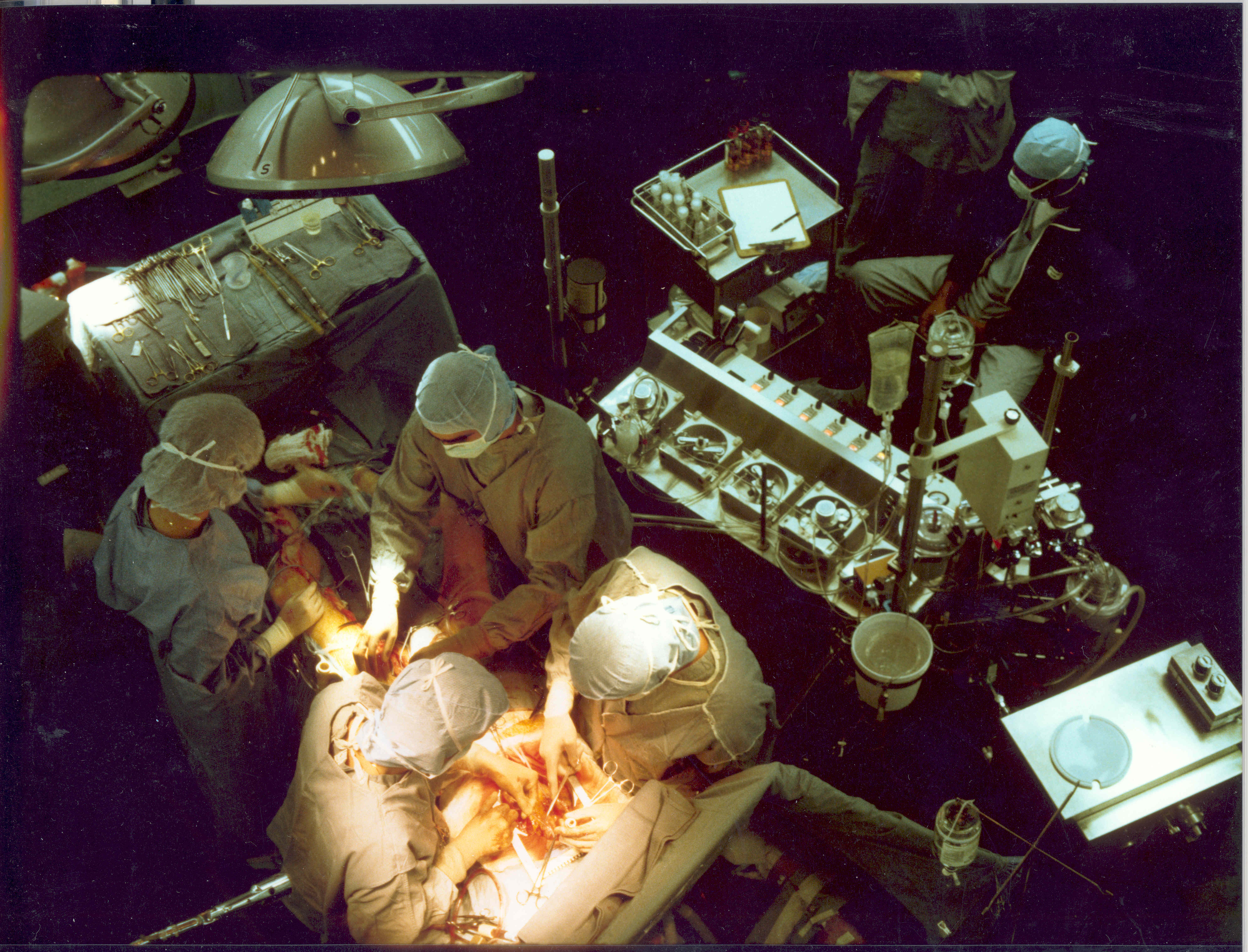
Zabieg CABG. Z tyłu operatorów widoczne płucoserce.

Przezskórne interwencje wieńcowe, zwana także angioplastyką wieńcową (ang. Percutanerous Transluminal Coronary Angioplasty, PTCA) – zabiegi kardiologii interwencyjnej polegające na udrożnieniu zwężonej lub nawet zupełnie zamkniętej tętnicy wieńcowej. Do przeprowadzenia zabiegu konieczne jest nakłucie tętnicy - najczęściej udowej, ale możliwe jest też nakłucie tętnicy promieniowej lub ramiennej, przez którą wprowadza się do naczyń wieńcowych specjalny cewnik z balonikiem. Balonik ten można rozprężyć poprzez jego wypełnienie mieszaniną soli fizjologicznej i kontrastu pod ciśnieniem do 20 atmosfer (tzw angioplastyka balonowa - POBA - Percutaneous Old Balloon Angioplasty).
Aktualnie dodatkowo przez ten cewnik wprowadza się protezę naczyniową, tak zwany stent, który zapobiega ponownemu zwężeniu naczynia (tak zwanej restenozie). Jednak i ta procedura nie zapewnia zniesienia ryzyka restenozy, dlatego coraz częściej stosuje się udoskonalane stenty (np. uwalniające leki), stenty wewnątrzwieńcowe, czy stosuje się cewniki umożliwiające wykonanie aterektomii, czyli usunięcia złogów miażdżycowych z wnętrza naczynia wieńcowego lub rotablację z użyciem diamentowego wiertła umożliwiającego starcie zmian miażdżycowych. Te ostatnie metody są stosowane w przypadku umiejscowienia zmian miażdżycowych uniemożliwiających założenie stentu np. z powodu istnienia zmian w tętnicy o małej (poniżej 2,5 mm) średnicy lub w pobliżu podziału naczyń.

### Historia metody
Po raz pierwszy w historii zabieg przezskórnej angioplastyki balonowej (POBA) tętnic wieńcowych został wykonany w 1977 roku przez niemieckiego kardiologa i angiologa Andreasa Grüntziga. 
W Polsce pierwszy zabieg angioplastyki balonowej został wykonany w 1981 w Instytucie Kardiologii w Aninie przez prof. W. Rużyłłę.

### Pomostowanie tętnic wieńcowych (CABG)
Zabieg wszczepienia pomostów do tętnic wieńcowych – zwany często w skrócie by-passem - (ang. CABG – Coronary artery bypass graft) – to zabieg operacyjny polegający na wytworzeniu połączenia naczyniowego omijającego zwężone naczynie. Rozróżnia się przeszczepy żylne, pobrane z żyły podudzia, lub tętnicze wykonane z tętnicy piersiowej wewnętrznej.
Obie metody, PTCA i CABG, dają podobne odległe wyniki leczenia, dlatego obecnie preferuje się leczenie PTCA w leczeniu wczesnego zawału serca. Wskazaniem do rozpoczynania leczenia CABG jest choroba wielu naczyń wieńcowych oraz duży stopień zwężenia w pniu lewej tętnicy wieńcowej.

## Postępowanie u chorych bez uniesienia odcinka ST (NSTE ACS)
Postępowanie z chorymi z NSTE ACS, czyli postaciami NSTEMI (zawał mięśnia sercowego bez uniesienia ST) oraz UA (niestabilna choroba wieńcowa czyli brak biochemicznych i elektrokardiograficznych cech zawału mięśnia sercowego) powinien zostać oparty na określeniu ryzyka zgonu i zawału serca, na podstawie następujących czynników ryzyka:
- wiek > 65 lat;
- powyżej 3 czynników ryzyka choroby wieńcowej (zobacz wyżej);
- obecność już uprzednio stwierdzonej choroby niedokrwiennej serca;
- wystąpienie objawów pomimo stosowania kwasu acetylosalicylowego w ciągu ostatnich 7 dni;
- angina de novo - ciężkie, pojawiające się po raz pierwszy objawy;
- obniżenie odcinka ST powyżej 0,5 mm;
- podwyższenie markerów martwicy mięśnia sercowego.

Przyznaje się 1 punkt za każdy objaw (5-7 pkt.: ryzyko duże; 3-4 pkt.: średnie; 0-2 pkt.: - małe).
Aktualnie nie ma dowodów mówiących o wyższości leczenia zachowawczego nad inwazyjnym w przebiegu NSTE ACS w przypadku ryzyka średniego i małego. W przypadku ryzyka dużego istnieje potrzeba pilnego leczenia inwazyjnego.

## Leczenie zachowawcze
Leczenie zachowawcze może zostać wdrożone u osób z małym i średnim ryzyku zgonu lub zawału serca. W leczeniu takich chorych stosuje się:
- kwas acetylosalicylowy;
- LMWH (ang.low-molecular-weight heparin) – heparyna drobnocząsteczkowa;
- Tikagrelor
- klopidogrel;
- fondaparynuks – wykazano nieco większą (nieistotną statystycznie lub wyniki będące na granicy istotności statystycznej), przewagę nad heparyną drobnocząsteczkową, w przypadku ryzyka wystąpienia zgonu, zawału serca oraz zmniejszenie ryzyka poważnych krwawień[13];
- beta-blokery;
- nitraty w ciągłym wlewie dożylnym przy pomocy pompy infuzyjnej.

Należy monitorować stan pacjenta i w przypadku utrzymywania się objawów niedokrwienia (utrzymywanie się bólu wieńcowego, długotrwałe utrzymywanie się markerów martwicy mięśnia serca, brak normalizacji zapisu EKG, pojawiające się objawy niewydolności serca) chorego należy przegrupować do grupy dużego ryzyka i zakwalifikować do postępowania inwazyjnego.

## Leczenie przewlekłe po incydencie OZW
Sposób postępowania z chorymi po zakończeniu pobytu w szpitalu można określić akronimem 2ABS. co kolejno oznacza konieczność stosowania następujących grup leków:
- A – antiplatelets - leki przeciwpłytkowe:
  - wszyscy chorzy po OZW powinni do końca życia zażywać kwas acetylosalicylowy w dawce 75–100 mg;
  - klopidogrel w dawce 75 mg przez 9 - 12 miesięcy. Zalecenie szczególnie ważne w przypadkach implantacji stentów powlekanych lekiem DES (drug eluting stent);
- A – ACE inhibitor - lek z grupy inhibitorów konwertazy;
- B – beta-bloker:
  - zalecane jest stosowanie beta-blokera kardioselektywnego, bez własnej aktywności wewnętrznej. Te kryteria spełniają:
    - metoprolol;
    - bisoprolol;
    - atenolol;
    - oraz nienależący do tej grupy karwedilol.
- S – statins - leki obniżające poziom cholesterolu z grupy statyn.
  - w prewencji wtórnej (a więc o chorych po przebytym OZW) należy uzyskać poziom cholesterolu poniżej 190 mg% (poniżej 175 mg% u osób chorych na cukrzycę), a poziom cholesterolu LDL poniżej 100 mg% (odpowiednio u osób chorych na cukrzycę poniżej 75 mg%).

## Klasyfikacja ICD10
| kod ICD10   | nazwa choroby                                                 |
| ----------- | ------------------------------------------------------------- |
| ICD-10: I20 | Dusznica bolesna                                              |
| ICD-10: I21 | Ostry zawał serca                                             |
| ICD-10: I22 | Ponowny zawał serca („dorzut”)                                |
| ICD-10: I23 | Niektóre powikłania występujące w czasie ostrego zawału serca |
| ICD-10: I24 | Inne ostre postacie choroby niedokrwiennej serca              |